# Корейська драма

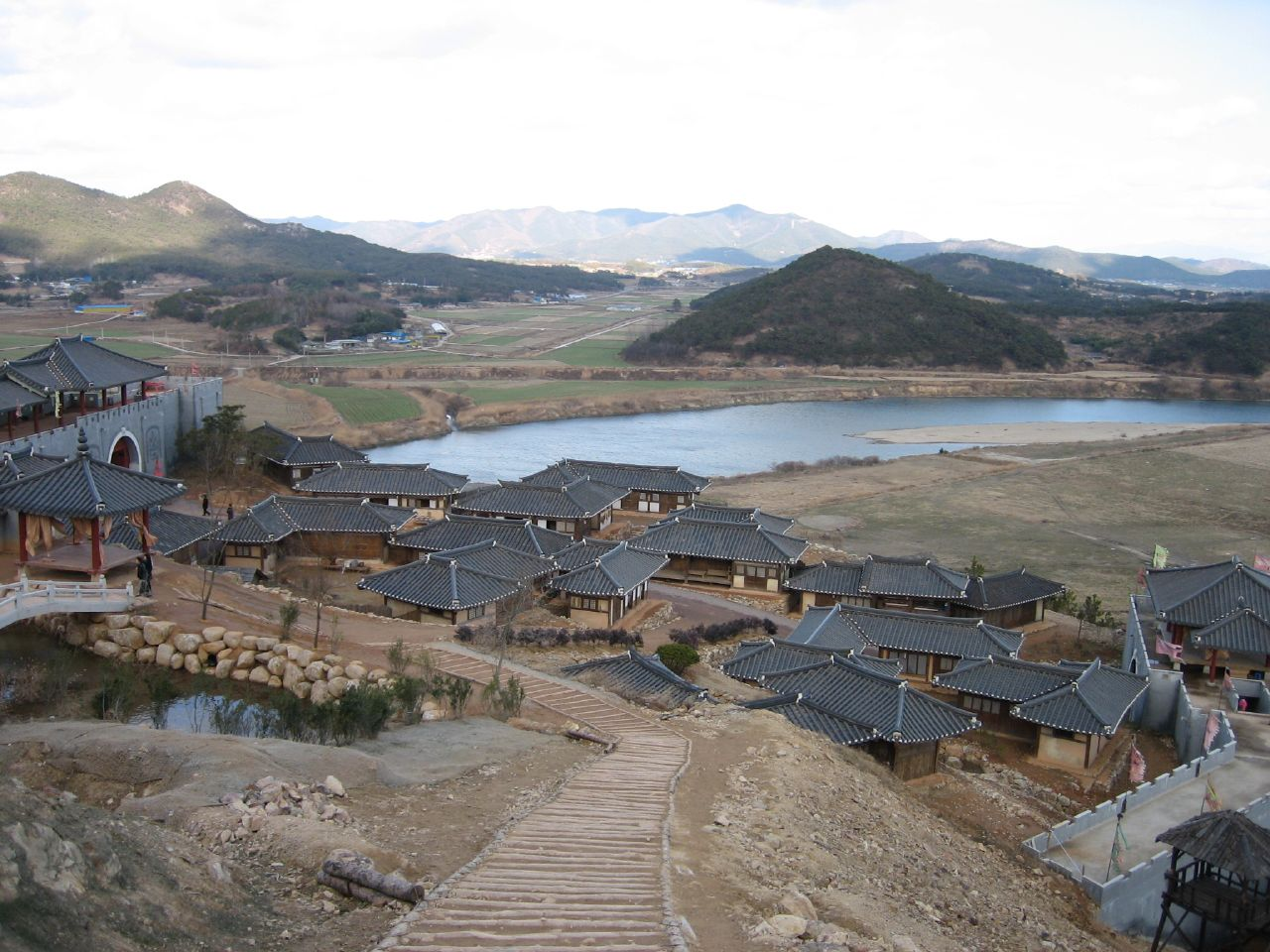
MBC Dramia, знімальний майданчик, де створюються історичні драми для Munhwa Broadcasting Corporation

Корейська драма, чи корейські телесеріали  (кор. 한국드라마, трансл. ханґук дирама) — це телесеріали, що, в основному, знімаються та створюються у Південній Кореї. Основною мовою озвучення цих серіалів є корейська.
Корейські драми здобули свою популярність по всьому світі, у першу чергу завдяки поширенню корейської культури за межами Південної Кореї — корейської хвилі, а також завдяки зручному доступу для перегляду серіалів в інтернеті за допомогою сервісів потокового відео, як Netflix, Viki, DramaFever, Hulu, що пропонують перегляд драм із субтитрами на різних мовах. Окрім цього деякі країни створюють адаптації на основі корейських серіалів для свого телебачення. Деякі найбільш відомі драми показують на телевізійних каналах інших країн, наприклад, «Те Чан Ким» (2003) був показаний у 91-й країні світу.

## Формат
Південна Корея розпочала показ телесеріалів у 1960-их. Наприкінці 1990-их традиційні історичні серіали перетворилися у сучасний формат мінісеріалів, створивши поняття «fusion sageuks».
Корейські драми, зазвичай, мають одного режисера та одного сценариста, тому вони мають чіткий режисерський стиль та мову, на відміну від американських серіалів, де часто разом працюють декілька режисерів та сценаристів. Серіали про сучасність зазвичай тривають протягом одного сезону, який має від 12-24 серій тривалістю 60 хвилин кожна. Історичні серіали можуть бути довшими (50-200 серії), але вони також тривають протягом одного сезону.
Час трансляцій драм — це з 22:00 до 23:00, серії яких показуються протягом двох днів підряд: щопонеділка і щовівторка, щосереди й щочетверга або на вихідних. Різні драми з'являються на кожному із загальнонаціональних каналів: Seoul Broadcasting System (SBS), Korean Broadcasting System (KBS), Munhwa Broadcasting Corporation (MBC); а також на кабельних каналах: Joongang Tongyang Broadcasting Company (jTBC), Channel A, tvN і Orion Cinema Network (OCN).
Місця на каналі у вечірній час з 19:00 до 20:00 зазвичай зайняті щоденними драмами, які транслюються з понеділка до п'ятниці. Драми на цих місцях є формату теленовели, які рідко мають понад 200 серій. На відміну від американських мильних опер, ці щоденні драми не показують протягом дня. Замість цього, до денного розкладу каналу часто входить перепоказ флагманських драм. Показ щоденних драм у нічний час дає змогу досягти високих рейтингів. Наприклад, вечірній серіал «Спокуса дружини» на своєму піку досягнув 40.6 %, згідно з TNS Korea.
Корейські драми, зазвичай, знімаються в межах дуже щільного графіка, часто за декілька годин перед своїм показом на каналі. Сценарій є гнучким та може змінюватися у будь-який час створення драми, залежно від глядацьких відгуків, тим самим, увівши акторів у важке становище. Компанії, що створюють драми часто зіштовхуються з фінансовими труднощами.

### Саґик
Саґик (кор. 사극) — це будь-який корейський фільм або телевізійний серіал, що заснований на історичних особах (постатях) або включає історичні події чи використовує історичні епохи. Слово «саґик» буквально означає «історична драма», але поняття в основному використовується для драм, в яких дії відбуваються в Стародавній Кореї. Популярні теми, що включають до саґиків, є відомі битви, королівська влада, відомі військові командири та політичні інтриги.
Починаючи з середини 2000-их, саґики досягли помітного успіху поза межами Кореї. Саґики, включаючи «Те Чан Ким» (або Перлина палацу), «І Сан» і «Джумонг» отримали високі рейтинги та високий рівень вдоволеності глядачів у таких країнах, як В'єтнам, Узбекистан, Казахстан, Фіджі та Іран. «Джумонг», який показувався на каналі IRIB (Islamic Republic of Iran Broadcasting) у 2008 році, мав 85 % глядачів.

### Драми про сучасність
Часто драми про сучасність сконцентровані на історії кохання, сімейних зв'язках та відносинах. Персонажі здебільшого ідеалізовані, а чоловічі головні герої описуються, як красиві, розумні, емоційні та в пошуках «єдиного справжнього кохання». Це також сприяє популярності драми серед жінок через те, що зображення корейських чоловіків відрізняється від інших азійських чоловіків.

## Історія

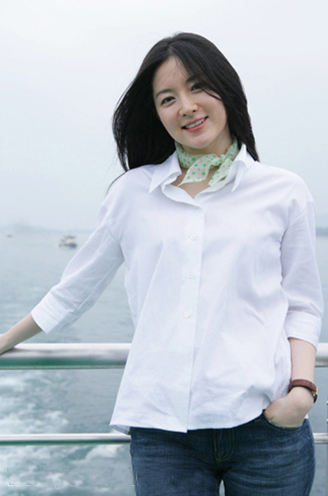
Актриса Лі Йонг Е грала титульну «Те Чан Ким» у серіалі з такою ж назвою.

Уперше трансляції радіодрам у Кореї розпочалися у 1927 році під час японського правління. Більшість таких радіопрограм були на японському і лише близько 30 % на корейському. Після корейської війни, радіодрами такі, як «Чхонсілхонсіл» (1954), відображали тодішній настрій країни.
Перші телетрансляції розпочалася аж у 1956 році зі стартом експериментальної станції HLKZ-TV, яка була потім закрита через декілька років внаслідок пожежі. Першим національним телевізійним каналом був Korean Broadcasting System (KBS), який запустили у 1961. Першим телевізійним фільмом була 15-хвилинна метражка під назвою «Ворота небес» (천국의 문, Чхонґуґе мун) на HLKZ-TV.
Перший телевізійний серіал «Вулиці Сеулу» показали на KBS у 1962, однак він був більше схожий на повчальний серіал, аніж на розважальний. Їхній комерційний конкурент,
Tongyang Broadcasting (TBC), більш агресивно підходив до впровадження розважально-орієнтованих програм і, навіть, показував серіали на досить суперечливу тематику на той час. Першим історичним серіалом, що транслювали на ТБ, був «Куктхо манрі» (국토만리), знятий Кім Че Хьоном (김재형) і зображував період Корьо. У 1960-их телевізори були в обмеженій доступності, тому драми не могли охопити велику аудиторію.
У 1970-их телевізори почали розповсюджуватися серед основної маси населення, і тому драми перейшли від зображення драматичних історичних діячів до представлення національних героїв таких, як Лі Сунсін або Седжон Великий. Серіали про сучасність показували людські страждання, наприклад, впливовий серіал «Мачуха» (새엄마, Сеомма), який написаний Кім Су Хьоном і показаний на Munhwa Broadcasting Corporation (MBC) з 1972 по 1973. Через обмеженість у технологіях та фінансуванню, корейські канали не могли створювати серіали у жанрах, які потребують багато ресурсів, такі як екшн та наукова фантастика. Тому, замість цього, показувалися американські та інші іноземні серіали.
У 1980-их відбувся переворот у корейському телебаченні, тому що кольорові телевізори стали доступними для придбання. У цей період телесеріали про сучасність намагалися викликати ностальгію у міських жителів, зображуючи сільське життя. Перший справжній комерційний успіх Кім Су Хьона, «Кохання та амбіції» (사랑과 야망, Саранґва яман), показаного на MBC у 1987 вважається віхою корейського телебачення, набравши 78 % глядачів. «Вулиці стають тихим протягом часу показу драми тому, що „практично кожен у країні“ сидить удома навпроти телевізору», згідно з The Korea Times. Найбільш видатним класичним історичним серіалом того часу вважається «500 років Чосону» (조선왕조500년, Чосонванджо 500 ньон), який показували протягом восьми років та складається з 11 окремих серіалів. Серіал створений Лі Пьон Хуном, який пізніше зніме одну із найбільших міжнародно-успішних корейських драм, «Те Чан Ким».
1990-ті принесли ще одну важливу віху для корейського телебачення. З розвитком технологій, зросли нові можливості, тому початок десятиліття позначилося запуском нового комерційного каналу, Seoul Broadcasting System (SBS), який сприяв та знову розпочав перегони за отримання уваги глядачів. Першим справжнім комерційним успіхом серед корейських телевізійних серіалів був «Очі світанку» (여명의 눈동자, Йомьоне нундонджа), який показувався у 1991 на MBC і в головних ролях були Чхе Сі Ра і Чхве Че Сон. Серіал проводить глядачів крізь бурхливі часи від японського правління до корейської війни. Новий канал SBS також створив ряд успішних серіалів, один з яких «Пісковий годинник» що показувався у 1995. «Пісковий годинник» був «модною драмою», яку Служба корейської культури та інформації (KOCIS) вважає важливою віхою, що змінила процес створення корейських драм, представивши новий формат. У цьому десятилітті почав поширюватися новий формат мінісеріалів, де вони мала від 12 до 24 серій. Цей період позначив початок експорту корейських драм, і тим самим започаткував корейську хвилю.
Початок 2000-их зародив новий жанр «fusion sageuk», що істотно змінив процес виробництва історичних серіалів, з таким успішними драмами, як «Хо Чун», «Тамо» та «Те Чан Ким».

## Виробництво

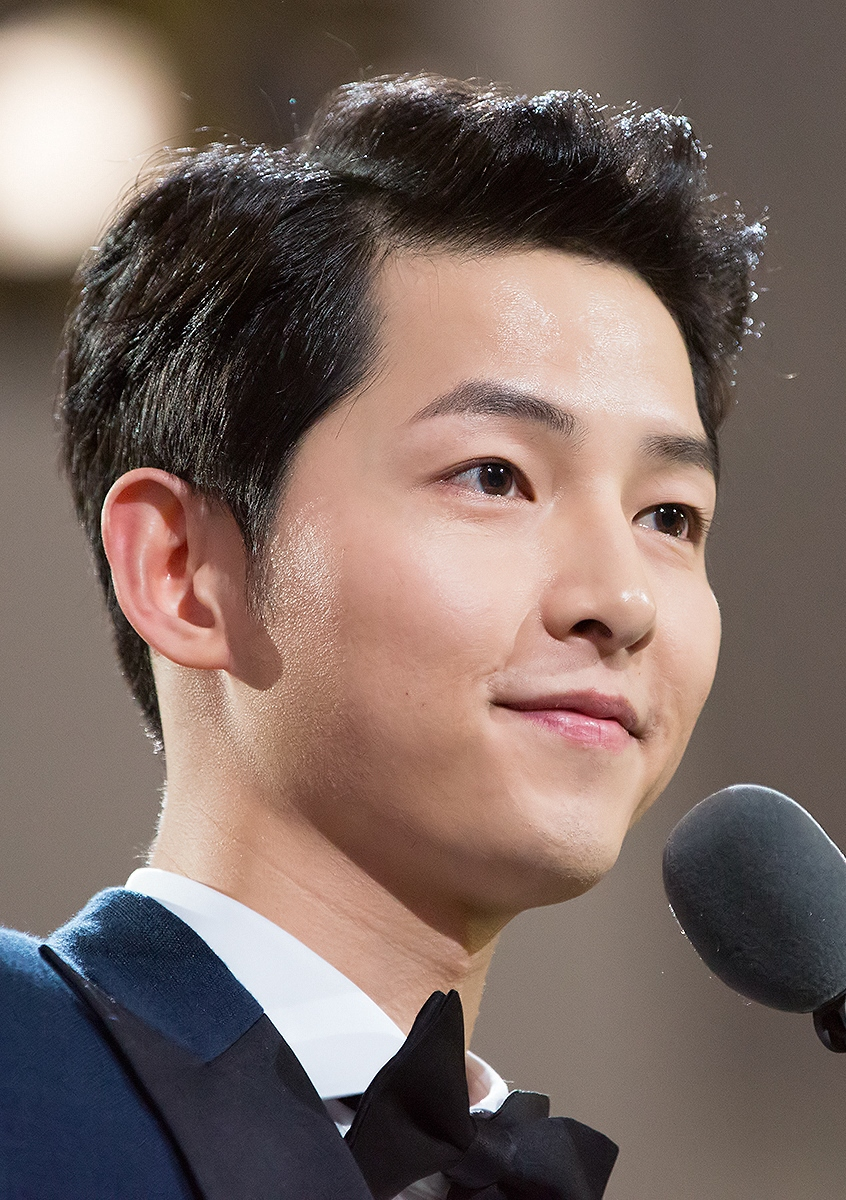
Сон Чун Кі, з серіалу «Нащадки сонця» вважається провідною зіркою.

Спочатку корейські серіали вироблялися самими телевізійними каналами, але з 2000-их їхнє виробництво були передано незалежним компаніям. У 2012 році близько 75 % всіх корейських драм були створено таким шляхом. Змагання між цим компаніями є запеклим: серед 156 зареєстрованих фірм, тільки 34 створили драми, які показували у 2012.
Бюджет на виробництво поділений між компанією, що створює драму, і телекомпанією. Телеканал, на якому показуватимуть драму, зазвичай, покриває 50 % витрат. Якщо в драму залучені провідні актори і відомі сценаристи, то телеканали можуть покривати, навіть, ще більше. Інша частина бюджету отримує компанія виробник за допомогою спонсорів. У випадку продакт-плейсменту, дохід ділять між виробником (продюсером) та каналом. Канал отримує 100 % доходу від реклами протягом ефірного часу драми. Він може досягати до ₩300-400 мільйонів. Звичайна корейська драми може коштувати ₩250 мільйонів за серію, а історичні драми коштують більше ніж ця сума. Наприклад, «Книга сім'ї Ку» коштувала ₩500 мільйонів за серію. Продюсер Кім Чон Хак витратив близько ₩10 мільярд на «Віра», яка була визнана комерційним провалом. У результаті чого Кім не зміг оплатити зарплату акторам та інші накладні витрати. Кім, який створив успішні драми такі, як «Очі світанку» і «Пісковий годинник», скоїв самогубство після того, як був обвинувачений у розкраданні.
У Кореї більша частина бюджету витрачається на провідних зірок. У деяких випадках, на акторів може піти близько 55-65 % всього бюджету, коли в Японії це приблизно 20–30 % та десь 10 % у США. На все інше, включаючи зарплату менш відомих акторів, додаткових акторів і технічних робітників; оплату за територію зйомок та інші витрат, повинні покриватися бюджетом, що залишився. Часто виробничі компанії перевищують свій бюджет та не можуть оплатити заробітну плату. У 2012 році актори провели демонстрацію перед штаб-квартирою каналу KBS, висловлюючи своє незадоволення. Зазвичай, акторам платять у кінці місяця, в якому вийшла остання серія драми. Коли серіали створюються маленькими компаніями для кабельних каналів, то бувають випадки, в яких компанії стають банкрутами і не можуть оплатити зарплату акторами і знімальній групі, а канали заперечують будь-яку відповідальність за це, заявляючи, що вся відповідальність лежить на збанкрутілій фірмі. Найбільші зірки можуть заробляти близько ₩100 мільйонів за серію. Пе Йон Чун, зірка серіалу «Зимова соната», як повідомляється, отримав ₩250 мільйонів за серію для знімання у «Легенді» у 2007 році.

### Знімання

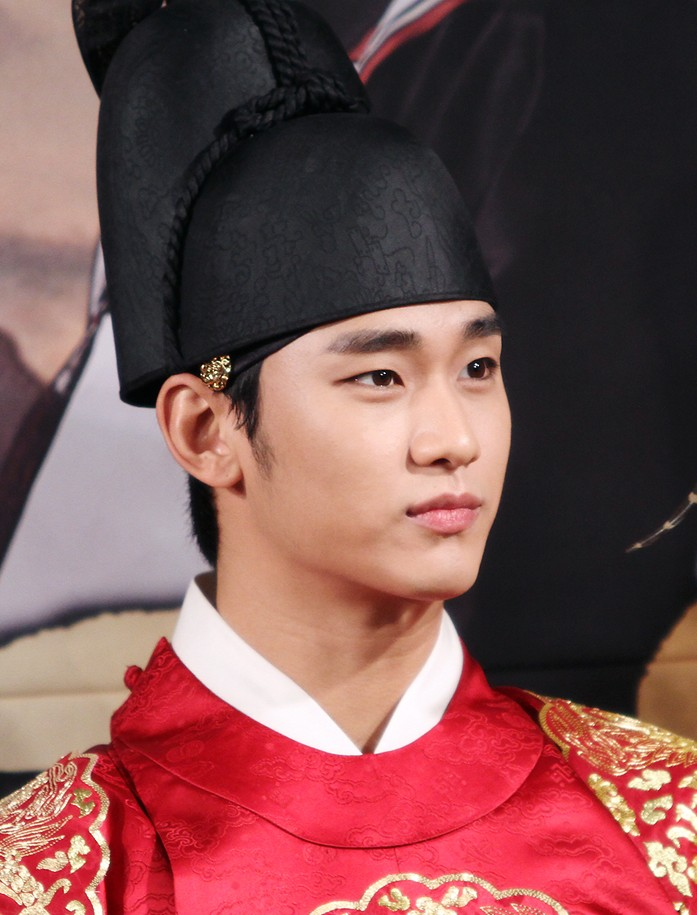
Кім Су Хьон у костюмі для саґику «Сонце в обіймах Місяця», Су Хьон — один із найпопулярніших корейських акторів.

Через великі витрати на виробництво серіалу, виробничі компанії намагаються зняти серії якомога швидше. На відміну від практик в інших країнах, перші чотири серії корейського серіалу, зазвичай, знімаються наперед, а решта інших знімається протягом показу драми. Сценарій наперед незавершений та може змінюватися згідно з відгуками глядачів та рейтингу переглядів. Ці зміни можуть бути зроблені за декілька хвилин до ранкових знімань і знімальна група може отримати лише декілька готових сторінок. Зазвичай, при створенні драми працюють із трьома знімальними групами, які розташовані навколо знімальної сцени для пришвидшення знімання. Через нерегульовані зміни сценарію та щільний знімальний графік, актори майже постійно на ногах і не мають час, щоб покинути знімальний майданчик або виділити достатньо часу на сон. Корейське ЗМІ має окреме слово, яке описує нерегулярний, короткий сон, до якого актори вдаються, часто в незручних місцях або на знімальному майданчику: ччок-джам (쪽잠) або «бічний сон». Зазвичай, драми показують дві серії на тиждень, одна за одною, тому наступні серії повинні зняти протягом п'яти днів перерви. Деякі корейські актори зізналися, що роблять внутрішньовеннові ін'єкції протягом знімань, через надмірний графік та виснаження.
Спочатку виробничі команди надсилали дві касети на канал: основну і резервну копію. Однак, внаслідок щільного знімального графіка, 70-хвилинна серія може прибути на станцію телемовлення на сімох касетах у кожній по десять хвилин однієї з частин серії. Це трапляється, коли серія транслюється на каналі, а знімальна група ще знімає останні хвилини чи провидить монтаж решти частини серії. Під час показу дев'ятнадцятої серії «Людина з Екватору», екрани по всій країні стали чорними на 10 хвилин. Актор Квон Сан У відкрито скаржився, що, коли залишалося 30 хвилин до показу останньої серії «Королева амбіцій», то ще досі він знімався в серіалі. У Південній Кореї деякі виробничі команди й досі вручну планують та створюють графік, замість використання спеціального програмного забезпечення.
З середини 2015 року, внаслідок популярності корейських драм за кордоном, особливо через успіх «Людина з зірки» у Китаї, продюсери все частіше роблять подання та заздалегідь продають права на трансляцію і показ їхніх драм в інтернетних сервісах. Це дає виробничим командам бюджет, який дозволяє відійти від моделі прямих знімань до моделі, де драма вже завершена під час її показу. У 2016 році такі драми, як «Нащадки сонця», «Нестримно закохані», «Багряні серця: Корьо» та «Хваран: Молоді поети воїни» були повністю зняті до показу на ТБ.
Найбільші телекомпанії мають свої власні виділені знімальні майданчики для історичних драм, які є просторими та детально пророблені. Серіали MBC знімаються у MBC Dramia, що в Кьонгі, коли драми каналу KBS використовують студію Мунґьонседже (문경새재 KBS촬영장), що в Північному Кьонсані і свою студію в Сувоні.

## Знімальна група

### Актори
Провідні актори корейських драм стають популярними поза Південною Кореєю, внаслідок корейської хвилі.
У 2000-их роках стало звичним запрошувати популярних корейських виконавців у драми, як акторів. Відгуки про їхню участь є змішаними, однак деякі з них стали успішними, як актори.

### Сценаристи та режисери
Сценаристи та режисери корейських драм часто відомі так само, як і актори. Переважна більшість сценаристів (90 % згідно з Beijing Metro Reader) — це жінки, які не тільки пишуть історії про кохання, а також і для екшн-серіалів. Порівнюючи з кінематографом Кореї, телебачення є більш приваблива для сценаристів через те, що умови контракту кращі, більше визнання та вища заробітна плата.
Відомі сценаристи, як правило, мають авторитет у своїй сфері діяльності. Найбільш відомими сценаристами є: сестри Хон, які написали такі популярні серіали, як «Моя дівчина», «Ти прекрасний!» і «Моя дівчина — куміхо»; Кім Ин Сук, сценаристка «Коханці в Парижі», «Таємничий сад», «Спадкоємці», «Нащадки сонця» і «Гоблін»; Лі Кьон Хий відома за «Вибач, я кохаю тебе» і «Хороший хлопець»; чоловічий сценарист Чхве Ван Кю драм «Майдос» і «Трикутник»; Но Хве Кьон, автор «Та зима, в якій вітри віють» і «Все в порядку, це любов» та Парк Чі Ин, яка написала «Мій чоловік має сім'ю» і «Людина з зірки».
Серед відомих режисерів ТБ є: Лі Пьон Хун, який знімав «Те Чан Ким» й «І Сан»; Кім Чон Хак, режисер драм «Очі світанку» і «Пісковий годинник» та Пхьо Мін Су, режисер драм «Повний будинок»і «Айріс II».
Коли сценаристи в основному жінки, то режисери, зазвичай, — чоловіки. Деякі жіночі режисери отримали славу: Лі На Чон (이나정), яка знімала «Славний хлопець» та Лі Юн Чон (이윤정), в якої найвідомішими роботами є «Перша крамниця принца кави» і «Від серця до серця». Останній режисер став також першим жіночим телевізійним продюсером, найнятим компанією Munhwa Broadcasting Corporation (MBC).

## Музика

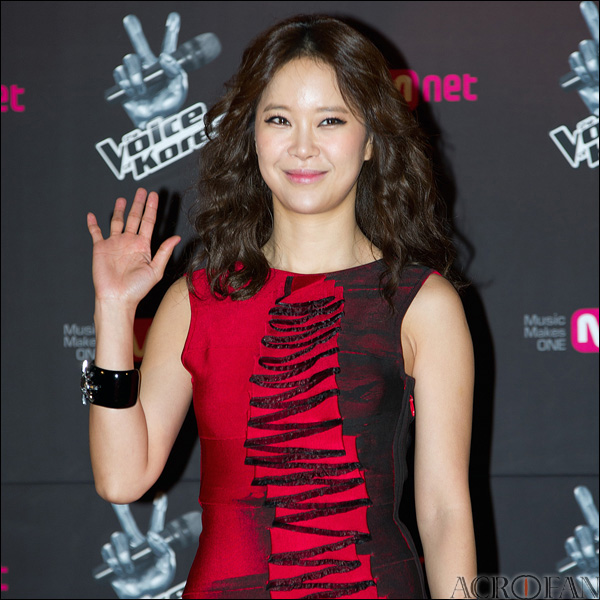
Виконавиця балад Пек Чі Йон була названа «Королевою OST» після створення пісень для декількох найбільш популярних драм, таких як «Таємничий сад» (2010) і «Кохання у місячному сяйві» (2016)

Музика відіграє важливу роль у корейських драмах. Оригінальні звукові доріжки (англ. Original soundtrack), скорочено OST, створюється спеціально для кожного серіалу, і на відміну від американських серіалів, фанати повинні купувати альбом зі звуковими доріжками драми. Ця тенденція була започаткована у 1990-их, коли продюсери перейшли від інструментальних звукових доріжок до пісень, виконаних популярними K-pop співаками. Том Ларсен, директор YA Entertainment, компанії яка розповсюджує корейські ТБ серіали, вважає, що корейські звукові доріжки — це достатньо музично відполіровані доріжки, які можна вважати, як окремі музичні хіти.
Протягом 2000-их стало звичним для головних акторів брати участь у виконанні/створенні звукових доріжок частково через те, що брали на роботу K-pop зірок, як акторів. Наприклад, актор Лі Мін Хо і лідер хлопчачої групи SS501, Кім Хьон Джун записали пісні для драми «Хлопці кращі за квіти», а актори серіалу «Ти прекрасний!» заснували вигадану групу і проводили концерти, де вони виконували в живу звукові доріжки.
OST пісні популярних корейських драм також можуть ставати хітам на регулярних музичних чартах за вдалі продажі як і фізичних, так і цифрових альбомів. Розташування в чарті OST пісень, зазвичай, співвідноситься з популярністю драми. Наприклад, пісні з OST «Таємничий сад» мали високі цифрові продажі та мали високі рейтинги у музичних чартах. My Destiny, виконаної Лін для драми «Людина з зірки», займала перші місця в музичних чартах у Гонконзі, Республіці Китай, Південній Кореї та інших азійських країнах. Вона також виграла нагороду «Найкраща OST» на 2014 Baeksang Arts Awards. Було продано 57,000 фізичних копій альбому звукових доріжок драми «Ти прекрасний!». Виконавці OST пісень для екшн серіалу «Айріс» провели два концерти у Японії перед аудиторію 60,000 осіб.
OST композитори, зазвичай, шукають виконавців, які вже раніше були успішними у цьому жанрі. Пісні пишуться таким чином, щоб відобразити настрій серіалу та його структури. Іноді виконавці дають свої власні пісні для використання у серіалі. Наприклад, Пек Чі Йон вважала, що її пісня «That Man», яка була написана для її власного альбому, може підійти «Таємничому саду». Популярним OST виконавці, які часто наймаються, є: Пек Чі Йон, Лін і Лі Син Чхоль . Іноді, запрошують іноземних виконавців виконувати пісні для корейських OST. Наприклад, шведський артист Лассе Лінд виконав декілька пісень для таких драм, як «Очі янгола», «Споріднена душа», «Мені потрібна романтика» та «Гоблін».

## Обмеження за віком
Телевізійне обмеження за віком регулюється Korea Communications Commission і було впроваджене у 2000 році. Згідно з ним, програми, включаючи корейські драми, оцінюються за наступними принципами (обмеження, що недоречні для драм, були опущені):
- : програми, що можуть мати легке насильство або теми чи мову, які є неприйнятними для дітей до 12.
- : програми, які можуть бути неприйнятними для дітей до 15. Більшість драм і розмовних передач мають таке обмеження. Такі програми можуть мати: помірні або сильні дорослі теми, певний стиль мови, сексуальні натяки та насильство.
- : програми розраховані тільки для дорослих. Такі програми можуть мати: дорослі теми, сексуальні ситуації, часте використання нецензурної мови та тривожні сцени насилля.

## Сприйняття
Згідно з дослідниками віденського університет, популярність корейських драм заснована на конфуціанських цінностях, що драми передають і які азійські глядачі можуть легко розпізнати. Повага до старших, синівська шанобливість, сімейна орієнтовність та прояв прийняття «азійських моральних цінностей» відіграє важливу роль у корейських серіалах. YA Entertainment, американський розповсюджувальник корейських драм, вважає, що частина привабливості цих серіалів полягає в якості знімання, мальовничих місць та вражальних костюмів, які роблять «кінцевий продукт дуже стильним і привабливим, і який є, мабуть, одним з найдорожчих ТБ продуктів у світі».  Корейські серіали слідують за своєю власною формулою, яка є новою і не повторює продукти західного телебачення. Стефан Лі з Entertainment Weekly назвав корейські драми «захопливими та, на диво, заспокійливим».
Експортування корейських серіалів принесло US$37.5 мільйонів у 2003 році, що і в тричі більше ніж сума досягнута у 1999. Згідно з даними Korea Creative Content Agency, у 2013 корейські драми складають 82 % культурних продуктів, які експортуються з Південної Кореї, з прибутком $167 мільйонів, що в чотири рази більше ніж у минулому десятиліття.

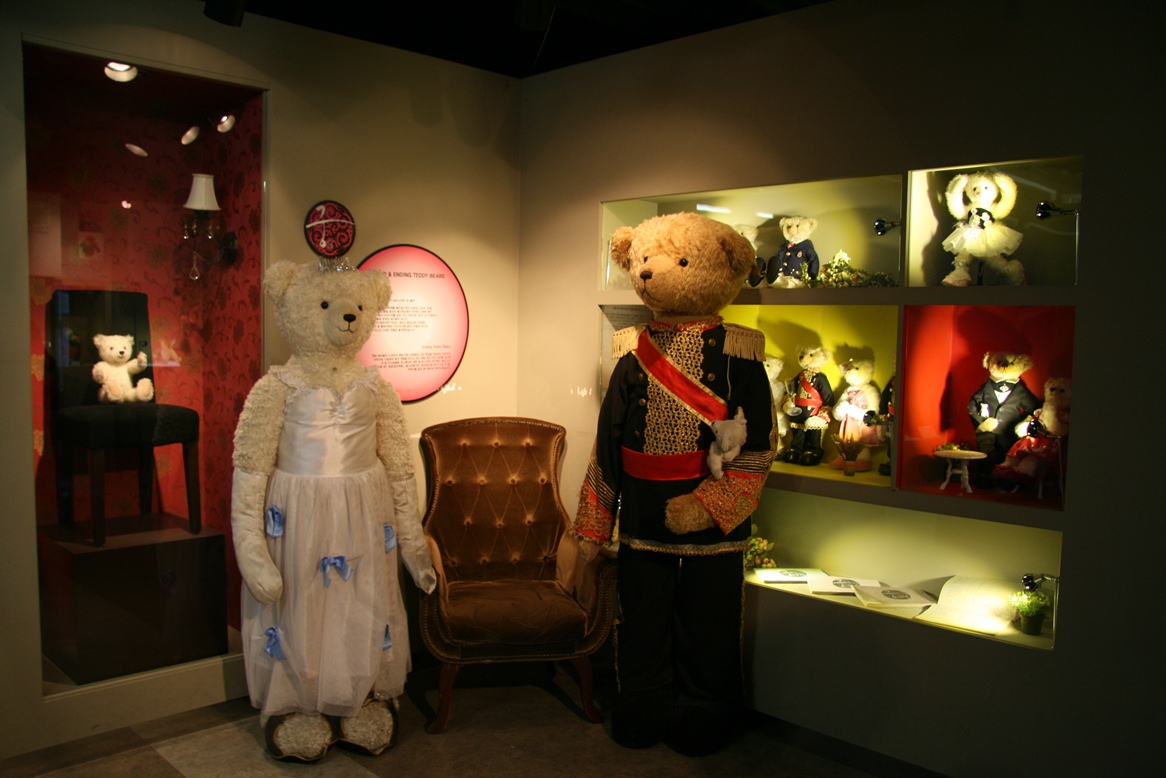
Плюшеві ведмедики драми «Палац», виставка у телевежі Намсан, 2012

Запорукою успіху в зростанні популярності драм є значне залучення фанатів до створення цих серіалів. Через те, що виробництво корейських драм відбувається під час її показу, корейськомовні фанати мають можливість узяти участь в її створенні — неповторний феномен у світі засобів масової інформації. Вони можуть впливати на матеріал, що буде далі в серіалі через скарги і пропозиції, які часто приймаються виробничою командою.
З іншого боку, міжнародна спільнота не корейськомовних фанатів більше бере участь у споживчих аспектах: фанати діляться своїми думками через твіти та коментарі у групах з новинами (наприклад, форум обговорень на Soompi), а також роблять огляди та короткі огляди на сайтах і блогах. Однак, вплив їхньої активності у соціальних мережах може виходити за рамки фанатських спільнот. Їхня активність розповсюджує інформацію про жанри корейських драм серед соціальних зв'язків, таких як знайомих, друзів і членів сім'ї (наприклад, друзі у Facebook чи послідовники у Твіттері) і тим самим, збільшуючи популярність драм. Але також це має вплив на створення нових драм, а саме, впливає на популярність певних драм, що призводить до вищого попиту на ці відео з сайтів потокової мультимедії і додаткового прибутку для телеканалів. При отриманні суттєвого прибутку, зростає не тільки престиж людей, що були причетні до створення, але також надає відгуки для виробничих команд та опосередковано впливає на створення майбутніх корейських серіалів.

### Міжнародне сприйняття

#### Азія

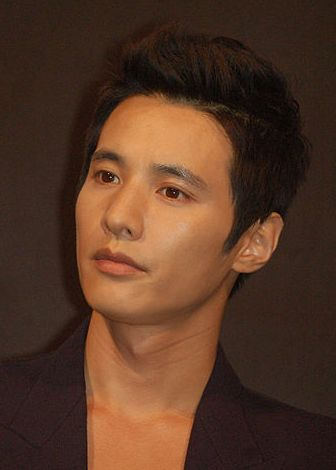
Вон Бін отримав широку популярність у 2000 році після зйомок у телевізійній драмі «Осінь в моєму серці»і з тих пір отримав визнання критиків за його участь у фільмах «38 паралель», «Мати (фільм)» і «Людина з нізвідки».

В останні роки корейські драми здобули популярність у Бангладеші.  Зростання їхньої популярність у країні призвело до того, що Корейський Фонд Міжнародного Культурного Обміну (KOFICE), організація, яка прагне безкоштовно розповсюджувати корейські драми в інших країнах, почала співпрацювати з телеканалами в Бангладеші для безкоштовного поширення серіалів.
У гімалайському королівстві Бутан, корейські драми та розваги завоювали популярність, особливо серед молоді. До того, як корейські розваги зацікавили населення, Боллівуд в цілому був найбільш популярною формою розваг в країні. Коли Бутанська кіноіндустрії починала розвиватися у середині 1990-х, Боллівуд був єдиною формою впливу на галузь. Однак, в останні роки корейські розваги досягла значного прогресу в країні та вплинули на індустрії розваг поряд з Боллівудом. Корейські розваги зуміли вплинути на моду і на продукцію багатьох відео-магазинів, які зараз продають корейські драми і фільми поряд із Боллівудським фільмами. Інтерес до корейських розваг призвів до розбіжностей із більш старшим поколінням, які висловлюють свою стурбованість тим, що корейські розваги зіпсують бутанську культуру і традиції.
Останнім часом корейські драми відчули значного зростання популярності в Брунеї. Зростальний вплив корейської культури в Брунеї призвів до проведення дев'яти корейських форумів в країні в університеті Бруней-Даруссалам у 2010 році. Корейські телесеріали, фільми, музику і одяг, мали великий вплив на народ Брунею.
Перша корейська драма, яка планувалася до показу в Камбоджі була «Зимова соната», однак, замість неї показали драму «Повний будинок» , який запустив інтерес до корейських драм та розваг в країні. Після успіху драми «Повний будинок», стало ще більше корейських серіалів, які були озвученні кхмерською мовою. Корейські серіали стали популярними, особливо серед молоді в Камбоджі.
У Китаї, на південнокорейські програми, що показуються по китайських урядових телевізійних каналах, припадає більше ніж на всі інші зарубіжні програми у 2006 році. Гонконг має свій власний канал для показу корейських драм, TVB J2, але ATV показує корейські серіали у прайм-тайм. Серіал «Людина з зірки» отримав схвальні відгуки у Китаю. Його переглянули 40 мільярдів разів на численних китайських відео-сайтах. Драма також збільшила інтерес до Кореї, що видно через зріст споживання корейських продуктів, таких як Чхі Мек (курка і пиво),  та використання корейської косметики у Китаї. Через успіх корейських серіалів у Китаї, в деяких з них були з'єднані всі серії в одну, щоб створити повнометражний фільм. Також, у зв'язку з величезною популярністю корейських драм у країні, дипломатичні проблем між Китаєм і Південною Кореєю можуть впливати на їхній показ. Одним із найпомітніших прикладів є розгортання THAAD у Південній Кореї, що призвело до блокування корейських серіалів на потокових сервісах по всьому Китаю в кінці лютого 2017 року. Після блокування, китайські телевізійні передачі, які показували китайську культуру та інший подібний матеріал, почав замінювати корейські програми, які показувалися під час прайм-тайму на телевізійних каналах у країні. У листопаді 2017 року, заборона була знята без попередження, внаслідок появи k-pop груп на національному телебаченню і поступовим кроками, які почали відновлювати імпорт корейських драм на китайські потокові сервіси.
Корейські драми стали популярні в Індії, особливо, в Північно-Схдній Індії в таких штатах, як Маніпур, Ассам, Меґхалая, Сіккім, Аруначал-Прадеш, Трипура, Мізорам і Нагаленд, а також частини Східної Індії і останнім часом в Тамілнаду. Фільми і ТБ серіали на гінді були заборонені в Маніпурі в 2000 році. У результаті чого, замість них, місцеві телеканали почали показ корейських драм із субтитрами. Багато молодих людей у північно-східній Індії, Західній Бенгалії і Тамілнаду почали імітувати зачіски і одяг корейських акторів і тому корейська мода стала дуже популярна в регіоні. У рамках культурного обміну, Індійський громадський телеканал показував «Імператор моря» і «Та Чан Ким». Корейські драми виходять в ефір тамільською мовою у Тамілнаді на каналі Puthuyugam TV.
В Індонезії, корейські драми здобули популярність. Популярні корейськими серіали «Зимова Соната» і «Нескінченне кохання» показувалася на Surya Citra Media в 2002 році. Також за мотивами деяких корейських драми були створенні індонезійські серіали, такі як «Demi Cinta» в 2005 році, який був римейком популярної драми «Осінь в моєму серці» і «Cinta Sejati», римейк «Сходи до небес». RCTI й Indosiar приклади індонезійських телевізійних каналів, що показують корейські драми.
Перша корейська драма, що завоювала широку популярність в Японії була «Зимова Соната», яка транслювалася на супутниковому телеканалі NHK BS2 корпорації NHK у 2003 році. У тому ж році програму показували двічі у зв'язку з високим попитом серед глядачів. Також NHK провів концерт класичної музики, де була музика з драми «Зимова Соната» у виконанні корейських музикантів. Корейські драми сприяли розвитку туризму між Кореєю та Японією, і є одним з можливих шляхів покращення доти напружених відносин між двома країнами через те, що серіали стають все більш популярні серед японських глядачів. З іншого боку, у серіалі «Айріс» було кілька ключових сцен знятих в Акіті, Японія, що призвело до збільшення корейських туристів в цій частині Японії.

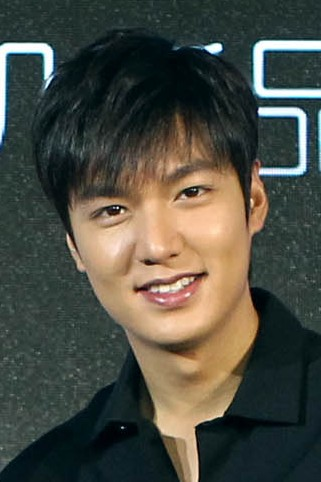
Актор Лі Мін Хо отримав популярність у східній Азії через свої хітові драми, як «Хлопці кращі за квіти» (2009), «Спадкоємці» (2013) і «Легенда блакитного моря» (2016), а також декілька інших

Популярність корейських серіалів і поп-культури в Лаосі призвело до того, що багато лаосців подорожують до Південної Кореї, як туристи. Корейська поп-культура завоювала популярність в Лаос через тайські телеканали, що показують корейські драми і K-pop групи в країні.
У Малайзії, показ серіалу «Зимова Соната» почався на TV3 в 2003 році, що розпочав інтерес до корейської поп-культури в країні. «Та Чан Ким» і «Осінь в моєму серці» були також показані в Малайзії. Популярність корейських драм призвела до позитивному прийом корейських емігрантів в Малайзії.
У Монголії, корейські драми стали популярні і транслюються у прайм-тайм. «Та Чан Ким» домігся успіху у країні, і був показаний п'ять разів через це. «Осінь в моєму серці», «Зимова Соната» і «Сходи до небес» були також успішними. Популярність корейських драм вилилося в інтерес до вивчення корейської мови, а також до подорожей монголів до Південної Кореї. Це також призвело до збільшення взаємовигідного співробітництва між Монголією і Південною Кореєю.
У М'янмі, корейська драма «Осінь в моєму серці» транслювали у країні в 2001 році, що призвело до зацікавленості до корейських розваг. Коли «Та Чан Ким» була в ефірі, то вона викликала інтерес до корейської кухні в країні.  Зростальна популярність корейських драм і музики в М'янмі призвело до того, що Корейський Фонд Міжнародного Культурного Обміну (KOFICE) почав безкоштовно поширювати корейські драми в країні..
Зацікавленість у корейських драмах у Непалі розпочався, коли «Зимова Соната» показувалася на Kantipur Television Network в середині 2000-их. Це призвело до популярності інших корейських драм таких, як «Хлопці кращі за квіти», «Осінь в моєму серці», «Ти прекрасний!» і «Повний будинок», а також декілька інших. Популярність корейської медіапродукції також призвела до зацікавленості у вивчення корейської мови, що спонукало до появи навчальних уроків по корейській мові, що показуються на ABC Television у країні. Корейські драми стали популярні серед непальської молоді і ринки часто відвідуються підлітками, які хочуть купити останні драми.  Зачіска та мода корейських акторів вплинули почуття моди непальської молоді. Під враженням від корейського способу життя та корейської їжі, у країні починаються створюватися ресторани, що подають корейську кухню.
Перегляд фільмів або телевізійних драм з Південної Кореї є серйозним злочином в Північній Кореї, що карається розстрілом, але люди все одно знаходять шляхи, як їх придбати на компакт-дисках і/або DVD.
У Філіппінах серіал «Осінь в моєму серці» розпалив інтерес до корейських драм, коли він був показаний на GMA Network у 2003 році. Корейська драма швидко набрала свої пікові значення, коли «Коханці в Парижі» була показана на ABS-CBN в 2004 році. GMA Network, ABS-CBN і TV5 регулярно показують корейські драми, дубльовані філіппінською мовою. Корейські драми популярні як всередині країни, так і серед філіппінців, що за кордоном.
У Сінгапурі, Prime 12 (тепер відомий як Suria) спочатку транслювала корейську драму «Пісковий годинник» на щотижневій основі у 1996 року і транслювала «Людина доріг» у 1997 році. Починаючи з 2001 року, драми щоденно показуються на китайськомовному канал MediaCorp Channel U. Запуск KBS World, ONE TV ASIA, Oh!K, Channel M і потокового додатку, Viu, у Сінгапурі дозволяє глядачам дивитися корейські драми з різними субтитри за лічені години після виходу оригінальної телепередачі у Південній Кореї.
У Шрі-Ланці, Independent Television Network показував драму «Повний будинок» в 2009 році і вона виявилася популярною. «Та Чан Ким» транслювалася на Rupavahini в 2012 році і була дубльована сингальською мовою під назвою Суджата Дияни (සුජාත දියණී), що означає «Бездоганна і цінна дочка», та отримала рейтинг за переглядами понад 90%. Independent Television Network, Rupavahini, TV Derana, Sirasa TV, Swarnavahini і TV1 показують корейські драми дубльовані сингальською мовою. Потоковий сервіс, Iflix також показує багато корейських драм з англійськими і сингальськими субтитрами в країні, деякі з яких вже є в сервісі через 24 години після їхнього оригінального корейського показу.  Крім того, популярність корейської поп-культури в країні призвело до теплішого прийому корейського народу.
У Республіці Китай, зацікавленість до корейської драми з'явилася, коли «Зірка в моєму серці» вийшла в ефір у 1999 році. З тих пір корейські серіали стали дуже популярними, і, згідно з південнокорейськими даними, 120 корейських драм були показані у Республіці Китай у першій половині 2011 року.
Коли «Та Чан Ким» була в ефірі в Таїланді, корейські продукти харчування почали набирати широку популярність. Через односторонній характер експорту розваг на користь Південної Кореї, уряд Таїланду просив поширювати знайомство з популярними тайськими фільмами у південнокорейських ЗМІ. Це призвело до підписання Угоди про Культурне Співробітництво між двома країнами в серпні 2004 року.
Корейські драми здобули популярність, особливо, серед жінок і молодих людей у В'єтнамі. Мода і зачіски, представлені в корейських драмах стали дуже популярні серед молоді країни.

#### США
Кабельні телеканали орієнтовані на американців азійського походження, AZN Television і ImaginAsian показують корейські драми разом із матеріалами з Китаю, Японії, Індії, Таїланду та інших країн Азії. Серіали були спрямовані на спільноти американців азійського походження доти, доки канали, на яких вони показувалися, не були закриті у 2008 і 2011 роках відповідно.
У листопаді 2008 року компанія Netflix почала пропонувати кілька корейських серіалів, як частину набору своїх телепередач. У серпні 2009 року, компанія DramaFever почала пропонувати сервіс безкоштовного перегляду потокового відео з субтитрами та з відеорекламою, на території США. Станом на  травень 2010, корейські драми почали транслюватися на каналі компанії DramaFever на Hulu.
Viki, що розташована в Сінгапурі, показує популярні корейські драми по всьому світу, включаючи США, з субтитрами на 70 мовах. Компанії в Азії також розробили потокові сервіси доступні онлайн і в мобільних додатках, орієнтованих на закордонні азійські спільноти. «MobiTV», створений Шрі-Ланківською компанією, Бхаша, — потоковим сервісом і мобільним додатком, спрямованим на спільноту у Шрі-Ланці та показ корейських драм, дубльованих сингальською мовою поряд з іншими матеріалами, що показується у Шрі-Ланці. «Roopa», створений тією ж компанією, — це ще один сервіс доступний у вигляді мобільного додатку, також спрямований на спільноту Шрі-Ланки, він теж показує корейські серіали дубльовані сингальською мовою.  Китайська компанія PPTV є іншим прикладом, мобільний додаток «PPTV网络电视HD», що показує корейські серіали, спрямований на китайську спільноту поряд з матеріалом, що в першу чергу доступний мандаринською мовою, кантонською мовою і корейською мовою, але і все частіше англійською мовою.
Крім того, корейські драми доступні в інтернетних крамницях, що продають DVD. Однак, деякі корейські драми не доступні для кодування в регіоні 1 (Північна Америка) та у відео форматі NTSC. Amazon пропонує перегляд «Зимова Соната» за окрему плату.
KBFD-DT у Гонолулу, Гаваї транслює більшість корейських драм за своїм щоденним розкладом, а також пропонує продаж програм (серіалів) на своєму сайті й на вимогу через свій канал K-Life на Oceanic Time Warner Cable. Інший канал на Гонолулу, KFVE присвячує три години свого ранкового недільного розкладу для корейських драм.
KTSF, канал спрямований на спільноту американців азійського походження в Сан-Франциско, Каліфорнія, показує корейські драми відповідно до свого розкладу поряд з матеріалом на стандартизованій китайській, іспанській, корейській, в'єтнамській, японській, тайванській, кантонській мові та хінді.

#### Латинська Америка та арабських ринок
Популярність корейських драм за межами Азії у Латинській Америці та арабських країнах стало можливим через супутникове телебачення та інтернет-аудиторію, яка є свідченням того, наскільки активно люди хочуть отримати доступ до цієї інформації. Південнокорейські мильні опери також досягають успіхів на цих ринках. У регіоні MENA, корейські драми транслюється по декількох каналах, у тому числі: MBC 4, MBC Drama, Lana TV, Programme National та A3.

## Рейтинги
Рейтинги надаються двома компаніями у Південній Кореї, AGB Nielsen Media Research та TNmS. Спершу Media Service Korea була єдиною компанією, що надавала таку інформацію, а потім її придбала Nielsen Media Research. У 1999 TNS Media Korea також почала цим займатися, потім була перейменована на TNmS. AGB збирає дані щодо переглядів, на основі 2050 родин, коли TNmS має 2000 родин з вимірювальними пристроями. Рейтинги драм між двома компаніями, зазвичай, відрізняються на 2-3 %.

### Список корейських драм із високими рейтингами на громадських каналах
Список узятий з даних AGB Nielsen Media Research,  на основі серій з високими рейтингами від 1992, коли AGB Nielsen вийшов на корейський ринок.

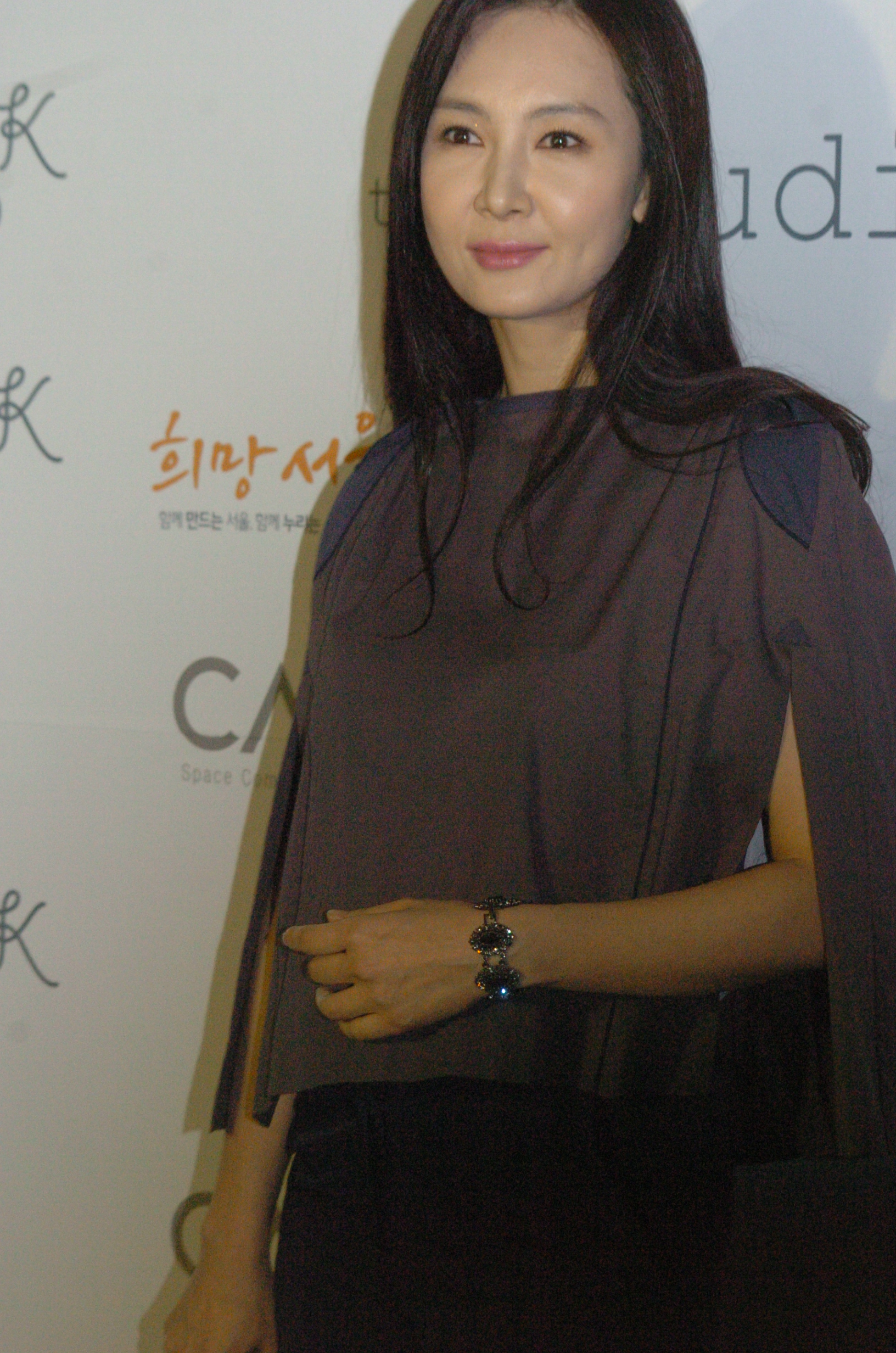
Чхе Сі Ра, головна актриса в «Очі світанку» (1991)

| №  | Драма                         | Канал | Найвищий рейтинги по всій країні за AGB Nielsen | Дата виходу останньої серії | Прим.   |
| -- | ----------------------------- | ----- | ----------------------------------------------- | --------------------------- | ------- |
| 1  | «Ти і я»                      | MBC   | 66,9 %                                          | 26 квітня 1998              | [ 139 ] |
| 2  | «Перше Кохання»               | KBS2  | 65,8 %                                          | 20 квітня 1997              |         |
| 3  | «Що таке кохання»             | MBC   | 64,9 %                                          | 31 травня 1992              |         |
| 4  | «Пісковий годинник»           | SBS   | 64,5 %                                          | 16 лютого 1995              |         |
| 5  | «Хо Чун»                      | MBC   | 63,5 %                                          | 27 червня 2000              |         |
| 6  | «Сонячне місце молодих»       | KBS2  | 62,7 %                                          | 12 листопада 1995           |         |
| 7  | «Сини та дочки»               | MBC   | 61,1 %                                          | 9 травня 1993               |         |
| 8  | «Теджо Ван Кон»               | KBS1  | 60,2 %                                          | 24 лютого 2002              |         |
| 9  | «Очі світанку»                | MBC   | 58,4 %                                          | 6 лютого 1992               |         |
| 10 | «Те Чан Ким»                  | MBC   | 57,8 %                                          | 23 березня 2004             |         |
| 11 | «Побачити знову і знову»      | MBC   | 57,3 %                                          | 2 квітня 1999               |         |
| 12 | «Правда»                      | MBC   | 56,5 %                                          | 24 лютого 2000              |         |
| 13 | «Коханці в Парижі»            | SBS   | 56,3 %                                          | 15 серпня 2004              |         |
| 14 | «Ревнощі»                     | MBC   | 56,1 %                                          | 21 липня 1992               |         |
| 15 | «Навіть, якщо вітер подує»    | KBS2  | 55,8 %                                          | 29 березня 1996             |         |
| 16 | «Чоловіки з лазні»            | KBS2  | 53,4 %                                          | 1 вересня 1996              |         |
| 17 | «Кукхі»                       | MBC   | 53,1 %                                          | 16 листопада 1999           |         |
| 17 | «Пастка для молоді»           | SBS   | 53,1 %                                          | 15 квітня 1999              |         |
| 19 | «Помідор»                     | SBS   | 52,7 %                                          | 10 червня 1999              |         |
| 20 | «M»                           | MBC   | 52,2 %                                          | 30 серпня 1994              |         |
| 21 | «Сезон штормів»               | MBC   | 52,1 %                                          | 30 грудня 1993              |         |
| 22 | «Джумонг»                     | MBC   | 51,9 %                                          | 6 березня 2007              |         |
| 23 | «Сільський період»            | SBS   | 51,8 %                                          | 30 вересня 2003             |         |
| 24 | «Море моєї матері»            | MBC   | 51,6 %                                          | 26 грудня 1993              |         |
| 25 | «Легендарні амбіції»          | KBS2  | 50,2 %                                          | 25 жовтня 1998              |         |
| 26 | «Леді палацу»                 | SBS   | 49,9 %                                          | 22 липня 2002               |         |
| 27 | «Дівчина мого сина»           | MBC   | 49,7 %                                          | 13 квітня 1995              |         |
| 28 | «Сльози дракона»              | KBS1  | 49,6 %                                          | 31 травня 1998              |         |
| 29 | «Зірка в моєму серці»         | MBC   | 49,3 %                                          | 29 квітня 1997              |         |
| 29 | «Хліб, кохання і мрії»        | KBS2  | 49,3 %                                          | 16 вересня 2010             |         |
| 31 | «Моя мила Сам Сун»            | MBC   | 49,1 %                                          | 21 липня 2005               |         |
| 32 | «Амбіції»                     | MBC   | 49,0 %                                          | 13 жовтня 1994              |         |
| 33 | «Сеульський місяць»           | MBC   | 48,7 %                                          | 16 жовтня 1994              |         |
| 34 | «Останній матч»               | MBC   | 48,6 %                                          | 22 лютого 1994              |         |
| 34 | «Мої надто ідеальні сини»     | KBS2  | 48,6 %                                          | 11 жовтня 2009              |         |
| 36 | «Все про Єву»                 | MBC   | 48,3 %                                          | 6 липня 2000                |         |
| 36 | «Сім'я Ван»                   | KBS2  | 48,3 %                                          | 9 лютого 2014               |         |
| 38 | «Як справи у твого чоловіка?» | SBS   | 48,2 %                                          | 19 жовтня 1993              |         |
| 39 | «Попелюшка»                   | MBC   | 48,0 %                                          | 13 липня 1997               |         |
| 40 | «Міс Русалка»                 | MBC   | 47,9 %                                          | 27 червня 2003              |         |
| 41 | «All In»                      | SBS   | 47,7 %                                          | 3 квітня 2003               |         |
| 42 | «Со Йон, моя дочка»           | KBS2  | 47.6 %                                          | 3 березня 2013              |         |
| 43 | «Поки ми можемо кохати»       | KBS2  | 47,1 %                                          | 28 лютого 1997              |         |
| 43 | «Блискуча спадщина»           | SBS   | 47,1 %                                          | 26 липня 2009               |         |
| 45 | «Моє рожеве життя»            | KBS2  | 47,0 %                                          | 10 листопада 2005           |         |
| 46 | «Пілот»                       | MBC   | 46,2 %                                          | 2 листопада 1993            |         |
| 47 | «Осінь в моєму серці»         | KBS2  | 46.1 %                                          | 7 листопада 2000            |         |
| 48 | «Доньки багатої родини»       | KBS2  | 45,9 %                                          | 30 квітня 1995              |         |
| 49 | «Мій чоловік має сім'ю»       | KBS2  | 45,3 %                                          | 9 вересня 2012              |         |
| 50 | «Відома принцеса»             | KBS2  | 44,4 %                                          | 31 грудня 2006              |         |

### Список корейських драм із високими рейтингами на кабельному телебаченні
| |  |  |
| Хєрі і Пак Бо Гом, зірки «Відповідь з 1988» (tvN, 2016) який досягнув на своєму піці рейтингу у 18.8 % тим самим, ставши драмою з найвищим рейтингом в історії корейського кабельного телебачення |  |  |

Драми, що нижчі показуються на кабельних каналах/платному ТБ, яке, зазвичай, має відносно малу аудиторію глядачів порівняно з безкоштовним для перегляду ТБ/громадських телеканалів: (KBS, SBS, MBC та EBS).
| №  | Драма                              | Канал     | Найвищі рейтинги по всій країні за AGB Nielsen | Дата виходу останньої серії | Прим.           |
| -- | ---------------------------------- | --------- | ---------------------------------------------- | --------------------------- | --------------- |
| 1  | «Світ подружньої пари»             | JTBC      | 28,371 %                                       | 16 травня 2020              | [ 147 ]         |
| 2  | «Sky Castle»                       | JTBC      | 23,779 %                                       | 1 лютого 2019               | [ 148 ]         |
| 3  | «Незаплановане кохання»            | tvN       | 21,683 %                                       | 16 лютого 2020              | [ 149 ]         |
| 4  | «Відповідь з 1988»                 | tvN       | 18,803 %                                       | 16 січня 2016               | [ 150 ] [ 151 ] |
| 5  | «Гоблін»                           | tvN       | 18,680 %                                       | 21 січня 2017               | [ 152 ]         |
| 6  | «Містер Саншайн»                   | tvN       | 18,129 %                                       | 30 вересня 2018             | [ 153 ]         |
| 7  | «Ітхевон клас»                     | JTBC      | 16,548 %                                       | 21 березня 2020             | [ 154 ]         |
| 8  | «Мій принц на сто днів»            | tvN       | 14,412 %                                       | 30 жовтня 2018              | [ 155 ]         |
| 9  | «Музична добірка лікарні»          | tvN       | 14,142 %                                       | 28 травня 2020              | [ 156 ]         |
| 10 | «Ча-Ча-Ча на узбережжі»            | tvN       | 12,665 %                                       | 17 жовтня 2021              | [ 157 ]         |
| 11 | «Сигнал»                           | tvN       | 12,544 %                                       | 12 березня 2016             | [ 158 ]         |
| 12 | «Жінка гідності»                   | JTBC      | 12,065 %                                       | 19 серпня 2017              | [ 159 ] [ 160 ] |
| 13 | «Готель дель Луна»                 | tvN       | 12,001 %                                       | 1 вересня 2019              | [ 161 ]         |
| 14 | «Відповідь з 1994»                 | tvN       | 11,509 %                                       | 28 грудня 2013              | [ 162 ]         |
| 15 | «Навчальний посібник для в'язниць» | tvN       | 11,195 %                                       | 18 січня 2018               | [ 163 ]         |
| 16 | «Коронований паяц»                 | tvN       | 10,851 %                                       | 4 березня 2019              | [ 164 ]         |
| 17 | «Бездітний комфорт»                | JTBC      | 10,715 %                                       | 17 березня 2013             | [ 165 ] [ 166 ] |
| 18 | «Бойфренд»                         | tvN       | 10,329 %                                       | 24 січня 2019               | [ 167 ]         |
| 19 | «Спогади про Альгамбру»            | tvN       | 10,025 %                                       | 20 січня 2019               | [ 168 ]         |
| 20 | «Ще одна міс О»                    | tvN       | 9,991 %                                        | 28 червня 2016              | [ 169 ]         |
| 21 | «Світло в твоїх очах»              | JTBC      | 9,731 %                                        | 19 березня 2019             | [ 170 ]         |
| 22 | «Сильна жінка То Бон Сун»          | JTBC      | 9,668 %                                        | 15 квітня 2017              | [ 171 ]         |
| 23 | «Беззаконний адвокат»              | tvN       | 8,937 %                                        | 1 липня 2018                | [ 172 ]         |
| 24 | «Що коїться, помічнице Кім?»       | tvN       | 8,665 %                                        | 26 липня 2018               | [ 173 ]         |
| 25 | «Витончена сім'я»                  | MBN       | 8,478 %                                        | 17 жовтня 2019              | [ 174 ]         |
| 26 | «Misty»                            | JTBC      | 8,452 %                                        | 24 березня 2018             | [ 175 ]         |
| 27 | «Місен»                            | tvN       | 8,240 %                                        | 20 грудня 2014              | [ 176 ]         |
| 28 | «Дружина, яку я знаю»              | tvN       | 8,210 %                                        | 20 вересня 2018             | [ 177 ]         |
| 29 | «Дорогі мої друзі»                 | tvN       | 8,087 %                                        | 2 липня 2016                | [ 178 ]         |
| 30 | «Життя»                            | tvN       | 7,730 %                                        | 6 травня 2018               | [ 179 ]         |
| 31 | «Асдальські хроніки»               | tvN       | 7,705 %                                        | 22 вересня 2019             | [ 180 ]         |
| 32 | «Мій містер»                       | tvN       | 7,352 %                                        | 17 травня 2018              | [ 181 ]         |
| 33 | «О, мій привиде»                   | tvN       | 7,337 %                                        | 22 серпня 2015              | [ 182 ]         |
| 34 | «Якось під дощем»                  | JTBC      | 7,281 %                                        | 19 травня 2018              | [ 183 ]         |
| 35 | «Знову двадцяті»                   | tvN       | 7,233 %                                        | 17 жовтня 2015              | [ 184 ]         |
| 36 | «Сир в мишоловці»                  | tvN       | 7,102 %                                        | 1 березня 2016              | [ 185 ]         |
| 37 | «Голос 2»                          | OCN       | 7,086 %                                        | 16 вересня 2018             | [ 186 ]         |
| 38 | «Корейська Одіссея»                | tvN       | 6,942 %                                        | 4 березня 2018              | [ 187 ]         |
| 39 | «Живи згідно зі своїм ім'ям»       | tvN       | 6,907 %                                        | 1 жовтня 2017               | [ 188 ]         |
| 40 | «Проклятий»                        | tvN       | 6,721 %                                        | 17 березня 2020             | [ 189 ]         |
| 41 | «Романтичний додаток»              | tvN       | 6,651 %                                        | 17 березня 2019             | [ 190 ]         |
| 42 | «K2»                               | tvN       | 6,636 %                                        | 12 листопада 2016           | [ 191 ]         |
| 43 | «Спостерігач»                      | OCN       | 6,585 %                                        | 25 серпня 2019              | [ 192 ]         |
| 44 | «Незнайомець»                      | tvN       | 6,568 %                                        | 30 липня 2017               | [ 193 ]         |
| 45 | «Привіт До побачення, мамо!»       | tvN       | 6,519 %                                        | 19 квітня 2020              | [ 194 ]         |
| 46 | «Тунель»                           | OCN       | 6,490 %                                        | 21 травня 2017              | [ 195 ]         |
| 47 | «Королева: Кохання і війна»        | TV Chosun | 6,348 %                                        | 9 лютого 2020               | [ 196 ]         |
| 48 | «Соціальний клуб месників»         | tvN       | 6,330 %                                        | 16 листопада 2017           | [ 197 ]         |
| 49 | «Сповідь»                          | tvN       | 6,275 %                                        | 12 травня 2019              | [ 198 ]         |
| 50 | «Гарна дружина»                    | tvN       | 6,232 %                                        | 27 серпня 2016              | [ 199 ]         |
| 51 | «Останній кандидат: 60 днів»       | tvN       | 6,178 %                                        | 20 серпня 2019              | [ 200 ]         |
| 52 | «Найкрасивіше прощання»            | tvN       | 6,176 %                                        | 17 грудня 2017              | [ 201 ]         |
| 53 | «Відповідь з 1997»                 | tvN       | 6,120 %                                        | 18 вересня 2012             | [ 202 ]         |
| 54 | «Голос»                            | OCN       | 5,406 %                                        | 12 березня 2017             | [ 203 ]         |
| 55 | «Секретна любовна справа»          | JTBC      | 5,372 %                                        | 13 травня 2014              | [ 204 ]         |
| 56 | «Невідкладна пара»                 | tvN       | 5,083 %                                        | 5 квітня 2014               | [ 205 ]         |
| 57 | «Випивати на одинці»               | tvN       | 5,020 %                                        | 25 жовтня 2016              | [ 206 ]         |